# Sazanami (1932)
El Sazanami (漣 mar rizada?) fue un destructor de la Clase Fubuki. Sirvió en la Armada Imperial Japonesa durante la segunda guerra sino-japonesa y la Segunda Guerra Mundial. 

## Historia
Botado en 1931, participó desde el principio de la contienda mundial en varias importantes acciones siendo respaldado por el Ushio. Juntos dañaron gravemente con cargas de profundidad al submarino estadounidense USS Perch, que sería hundido posteriormente por su propia tripulación para evitar la captura. 
Formó parte de la escolta del acorazado Yamato y de los portaaviones Shōhō y Taiyō.
En enero de 1944 salió de Rabaul para unirse a un convoy de suministro de combustible en ruta de Palaos a la laguna de Truk. Fue torpedeado y hundido por el submarino USS Albacore a 300 millas al sureste de Yap, en la posición (). Hubo 153 muertos en el naufragio. Entre los supervivientes estaba el comandante del buque, Masao Hashimoto.